# درجة التخرج التحضيرية
درجة التخرج التحضيرية أو الدرجة الابتدائية (بالإنجليزية: graduate entry degree)‏ هو اصطلاحٌ يُشير إلى درجةٍ أكاديمية تُكافئ إكمال 3-4 سنوات بالحد الأدنى من اختصاص البكالوريوس، وهو شائع الاستخدام للإشارة إلى برامج أول درجة مهنية. نشأ هذا المُصطلح في أستراليا والمملكة المتحدة ليدل على مجموعة من الدرجات في الطب وطب الأسنان والحقوق والتي كانت متاحةً مباشرةً للطلاب بعد إتمامهم دراستهم الثانوية.